# Hahdhunmathi
Cette page contient des caractères et des mots thâna comme ހ ou ފ. En cas de problème, consultez l’article Thâna ou testez votre navigateur.
Hahdhunmathi, en divehi ހައްދުންމަތި, est un atoll des Maldives. Ses 14 313 habitants se répartissent sur 12 des 82 îles qui le composent. Les terres émergées représentent 23,1 km2 sur les 884,63 km2 de superficie totale de l'atoll, lagon inclus.

## Administration
Hahdhunmathi constitue une subdivision des Maldives sous le nom de Laamu. Sa capitale est Fonadhoo.